# Blood of the Saints
Blood of the Saints è il quarto album studio del gruppo musicale tedesco Powerwolf.
L'album contiene 11 tracce, è stato pubblicato l'8 agosto 2011 sotto la Metal Blade Records e da esso sono stati estratti due singoli: We Drink Your Blood e Sanctified with Dynamite.

## Singoli
- We Drink Your Blood è stato il primo singolo ad essere estratto dall'album nel 2011. È stato pubblicato anche il relativo videoclip.
- Sanctified with Dynamite è stato il secondo singolo, pubblicato nel 2012.

## Tracce
1. Opening, Agnus Dei (Intro) – 0:48
2. Sanctified with Dynamite – 4:25
3. We Drink Your Blood – 3:42
4. Murder at Midnight – 4:47
5. All We Need Is Blood – 3:36
6. Dead Boys Don't Cry – 3:02
7. Son of a Wolf – 3:59
8. Night of the Werewolves – 4:30
9. Phantom of the Funeral – 3:09
10. Die, Die, Crucified – 3:00
11. Ira Sancti (When the Saints Are Going Wild) – 6:25

Durata totale: 41:23